# 221省道 (福建省)
221省道是中华人民共和国福建省的省道之一。
221省道路线为纵八线的一部分，起点位于三明市建宁县，途经宁化县、龙岩市长汀县，终于武平县平川街道。